# 에마 수아레스
에마 수아레스(Emma Suárez, 1964년 6월 25일 ~ )는 스페인의 배우이다.

## 작품 목록
- 붉은 다람쥐 (1993)
- El perro del hortelano (1996)
- 대지 (1996)
- 언더 더 스타 (2007)
- 모기장 (2010)
- 줄리에타 (2016)
- 더 넥스트 스킨 (2016)
- 에이프릴의 딸 (2017)

## 같이 보기
- 아테나 매시